# Dear Sir
Dear Sir è l'album d'esordio della cantautrice statunitense Chan Marshall, meglio nota con lo pseudonimo di Cat Power.

## Realizzazione
Pubblicato nell'ottobre del 1995, dall'etichetta indipendente Runt Records, il disco venne registrato da Edward Douglas, nel dicembre del 1994, in un piccolo studio attrezzato in uno scantinato dalle parti di Mott Street a New York con l'apporto di Steve Shelley dei Sonic Youth alla batteria e di Tim Foljahn dei Two Dollar Guitar alla chitarra, entrambi conosciuti ad un concerto di Liz Phair, nel 1993, dove la Marshall si esibì in apertura dello show.
Tutte le tracce, con la sola eccezione di Yesterday Is Here, composta da Kathleen Brennan e Tom Waits e di The Sleepwalker di Chris Matthews, vennero scritte dalla stessa Cat Power.
La copertina, invece, è formata da una foto del torso nudo di un uomo con, sovrapposto, un testo che, secondo Marshall, proviene da una lettera inviata ad una sua amica (la cui identità, nella stampa, venne omessa e sostituita con la dicitura Cat Power) da un uomo anziano e malato di mente. "La mia amica Jennifer viveva in albergo" racconta Chan "e c'era questo vecchio e credo pazzo uomo e nessuno voleva dirgli ciao, mentre lei lo salutava sempre e lui quindi la prese in simpatia per lui. Un giorno, lo vide mentre lo portavano via con il proverbiale camice bianco. Era davvero triste e mise la mano in tasca e le diede il biglietto, prima che lo portassero via. Erano tre pezzi rettangolari di carta molto vecchia, attaccati insieme con il nastro adesivo."
Il 3 luglio del 2001 venne pubblicata una ristampa dell'album dall'etichetta discografica Plain Recordings. Alle otto tracce della versione originale ne è stata aggiunta un'altra, intitolata Great Expectations.

## Tracce
1. 3 Times – 4:13
2. Rockets – 4:43
3. Itchyhead – 2:44
4. Yesterday Is Here – 3:34 (Kathleen Brennan & Tom Waits)
5. The Sleepwalker – 4:02 (Chris Matthews)
6. Mr. Gallo – 3:19
7. No Matter – 1:03
8. Headlights – 4:13

## Musicisti
- Cat Power - voce, chitarra
- Tim Foljahn - chitarra
- Steve Shelley - batteria, percussioni